# Mohamed al-Saadi
Mohamed Obaid Hindi al-Saadi parfois al-Assadi (né le 24 février 1994 à Mascate) est un athlète omanais, spécialiste du sprint.

## Carrière
Il détient en 20 s 74 le record national du 200 m, obtenu en séries lors des Jeux asiatiques de 2018 à Jakarta. Il se qualifie ensuite pour la finale en 20 s 83. 

## Palmarès
| Date | Compétition              | Lieu        | Résultat | Épreuve   | Temps        |
| ---- | ------------------------ | ----------- | -------- | --------- | ------------ |
| 2017 | Championnats d'Asie      | Bhubaneswar | 5e       | 4 x 400 m | 3 min 6 s 79 |
| 2017 | Championnats panarabes   | Radès       | 2e       | 4 x 100 m | 40 s 64      |
| 2018 | Jeux asiatiques          | Jakarta     | 7e       | 200 m     | 20 s 81      |
| 2019 | Championnats panarabes   | Le Caire    | 5e       | 200 m     | 21 s 07      |
| 2019 | Championnats panarabes   | Le Caire    | 3e       | 4 x 100 m | 40 s 22      |
| 2019 | Championnats d'Asie      | Doha        | finale   | 200 m     | DNS          |
| 2019 | Championnats d'Asie      | Doha        | 3e       | 4 x 100 m | 39 s 36      |
| 2019 | Jeux mondiaux militaires | Wuhan       | 2e       | 4 x 100 m | 39 s 51      |
| 2021 | Championnats panarabes   | Radès       | 2e       | 4 × 100 m | 39 s 95      |
| 2023 | Championnats panarabes   | Marrakech   | 2e       | 200 m     | 20 s 62      |
| 2023 | Jeux panarabes           | Oran        | 2e       | 200 m     | 20 s 94      |
| 2023 | Jeux panarabes           | Oran        | 1er      | 4 × 100 m | 39 s 70      |

## Records
| Épreuve | Temps   | Lieu    | Date         |
| ------- | ------- | ------- | ------------ |
| 200 m   | 20 s 74 | Jakarta | 28 août 2018 |